# Panoráma populární hudby 1918/1978
Panoráma populární hudby 1918/1978 s podtitulem aneb Nevšední písničkáři všedních dní, je název knihy encyklopedického charakteru z roku 1981, jejímž hlavním autorem je hudební publicista Lubomír Dorůžka. 

## Data o knize
Knihu napsal dr.Lubomír Dorůžka s pomocí svého syna ing Petra Dorůžky (pomohl s osmou kapitolou), závěrečnou kapitolu doplnil dr.Vladimír Čehák. Černý přebal, vazbu a grafickou úpravu publikace navrhl Vladimír Nagaj. Fotografie zpracoval Miroslav Zajíc, kresby do knihy jsou od Vladimíra Renčína.
Vydalo ji nakladatelství Mladá fronta, tištěna byla v Praze, první vydání v nákladu 90 000 výtisků. V roce 1987 se vázaná kniha dočkala druhého vydání v nákladu 50 000 kusů (a v ceně 50 Kč). Má 288 stran. Dle tiráže je toto vydání zatříděno pod označením 23-021-87 09/21.

## Náplň knihy
Na počátku knihy je obsah, dále pak krátká předmluva autora. Hlavní část knihy je členěna do kapitol. Poté je doslov autora, seznam fotografií, jmenné rejstříky osobností, skupin a orchestrů, výčet pramenů-literárních zdrojů a úplně na konci je tiráž knihy.
Hlavní částí knihy jsou hesla o více než 500 osobnostech ze světa hudby, je zde přes 200 hudebních skupin a orchestrů, vše uspořádáno do kapitol s doprovodným textem. Je zmapováno období let 1918 až 1978 a to jak ve světě, tak z Československa. Značná část obsahu je věnována jazzovým osobnostem a orchestrům, autor se věnuje i skladatelům. Je zde řada tabulkových souborů pod názvem Tabulky slávy I až VII, obsahující chronologicky řazená data. 